# Janne Nyrén

Bild från Wuhan (Wuchang) i samband med Nyréns besök 1919-1920.

Janne Nyrén, född 21 april 1864 i Tjörnarp, Kristianstads län, död 26 september 1945 i Stockholm, var en svensk pastor och missionsföreståndare i Svenska Missionsförbundet.
Nyrén studerade vid missionsskolorna i Vinslöv och Kristinehamn, och var senare anställd som predikant i Landskrona 1889–1894, Nyköping 1895–1897 och Stockholm 1897–1918. Under 1914–1915 ingick Nyrén även i redaktionen för Pietisten, en kristen månadstidskrift som senare slogs samman med tidningen Missionsförbundet.
Från 1 oktober 1918 till 1930 tjänstgjorde Janne Nyrén som Svenska Missionsförbundets missionsföreståndare, vald av årsmöteskonferensen. Han blev därmed den förste missionsföreståndaren som fått sin utbildning inom samfundet. Själv ska Nyrén ha försökt övertyga den förre missionsföreståndaren sin företrädare som missionsföreståndare, Paul Petter Waldenström, om vikten av universitetsutbildning för pastorer och missionärer.
Som missionsföreståndare innehade Nyrén uppdrag som ledamot av Svenska Missionsrådet, Nordiska Missionsrådet och det i London baserade International Missionary Council. Som missionsföreståndare inspekterade han samfundets missionsfält i Kina (juni 1919 till maj 1920) och Kongo (juni till december 1921),  och hans tid som missionsföreståndare märks bland annat av de svårigheter som den central- och östasiatska missionen i Turkestan och Kina upplevde. 
Nyrén gifte sig 1897 med Hilda Lundkvist (1878–1950).